# Capão Bonito do Sul
Capão Bonito do Sul, amtlich portugiesisch Município de Capão Bonito do Sul, ist eine Gemeinde mit 1882 Einwohnern im Bundesstaat Rio Grande do Sul im Süden Brasiliens. Sie liegt etwa 325 km nördlich von Porto Alegre.

## Geographie
Capão Bonito do Sul grenzt an Esmeralda, Lagoa Vermelha und Muitos Capões.

## Geschichte
Ursprünglich war es Teil des Munizips Lagoa Vermelha.

## Persönlichkeiten
- Douglas Mendes (* 2001), Sprinter